# Fase final da Copa Sul-Americana de 2015
A fase final da Copa Sul-Americana de 2015 foi disputada entre 22 de setembro e 9 de dezembro, compreendendo as disputas de oitavas de final, quartas de final, semifinal e final.
As equipes se enfrentaram em jogos eliminatórios de ida e volta, classificando-se a que somasse o maior número de pontos. Em caso de igualdade em pontos, a regra do gol marcado como visitante seria utilizada para o desempate. Persistindo o empate, a vaga seria definida em disputa por pênaltis.
Nas finais, caso ocorresse igualdade em pontos e no saldo de gols seria disputada uma prorrogação. Se ainda assim não houvesse definição, haveria disputa por pênaltis.

## Oitavas de final
| Chave | Equipe 1            | Total       | Equipe 2          | Ida | Volta |
| ----- | ------------------- | ----------- | ----------------- | --- | ----- |
| A     | River Plate         | 2–1         | LDU Quito         | 2–0 | 0–1   |
| B     | Lanús               | 0–0 (3–5 p) | Defensor Sporting | 0–0 | 0–0   |
| C     | Emelec              | 2–2 (gf)    | Santa Fe          | 2–1 | 0–1   |
| D     | Deportes Tolima     | 1–2         | Sportivo Luqueño  | 1–1 | 0–1   |
| E     | Atlético Paranaense | 1–0         | Brasília          | 1–0 | 0–0   |
| F     | Independiente       | 1–0         | Olimpia           | 1–0 | 0–0   |
| G     | Sport               | 1–4         | Huracán           | 1–1 | 0–3   |
| H     | Libertad            | 2–2 (3–5 p) | Chapecoense       | 1–1 | 1–1   |

### Chave A
| 23 de setembro | River Plate           | 2 – 0     | LDU Quito | Estádio Monumental de Núñez, Buenos Aires       |
| 19:00 (UTC−3)  | Alario 26' · Mora 75' | Relatório |           | Público: 30 000 Árbitro: URU Christian Ferreyra |

| River Plate | LDU Quito |

| 30 de setembro | LDU Quito | 1 – 0     | River Plate | Estádio Casa Blanca, Quito                 |
| 17:45 (UTC−5)  | Mina 53'  | Relatório |             | Público: 25 000 Árbitro: COL Wilmar Roldán |

| LDU Quito | River Plate |

### Chave B
| 24 de setembro | Lanús | 0 – 0     | Defensor Sporting | Estádio La Fortaleza, Lanús             |
| 21:00 (UTC−3)  |       | Relatório |                   | Público: 5 000 Árbitro: VEN José Argote |

| Lanús | Defensor |

| 1 de outubro  | Defensor Sporting | 0 – 0     | Lanús | Estádio Luis Franzini, Montevidéu          |
| 21:00 (UTC−3) |                   | Relatório |       | Público: 10 000 Árbitro: CHI Enrique Osses |

|                                        |       | Penalidades                     |  |
| Scotti Rodríguez Lozano Cardacio Gómez | 5 – 3 | Aguirre Martínez Velázquez Leto |  |

| Defensor | Lanús |

### Chave C
| 23 de setembro | Emelec                 | 2 – 1     | Santa Fe | Estádio Jocay, Manta                         |
| 17:00 (UTC−5)  | Bolaños 82', 88' (pen) | Relatório | Roa 45'  | Público: 14 000 Árbitro: BRA Ricardo Marques |

| Emelec | Santa Fe |

| 29 de setembro | Santa Fe     | 1 – 0     | Emelec | Estádio El Campín, Bogotá                  |
| 19:00 (UTC−5)  | Morelo 45+1' | Relatório |        | Público: 17 500 Árbitro: URU Darío Ubríaco |

| Santa Fe | Emelec |

### Chave D
| 22 de setembro | Deportes Tolima | 1 – 1     | Sportivo Luqueño | Estádio Metropolitano de Techo, Bogotá     |
| 19:00 (UTC−5)  | Estrada 15'     | Relatório | Ortega 69'       | Público: 1 500 Árbitro: ARG Germán Delfino |

| Tolima | Sp. Luqueño |

| 29 de setembro | Sportivo Luqueño | 1 – 0     | Deportes Tolima | Estádio Feliciano Cáceres, Luque            |
| 18:00 (UTC−4)  | Miño 76'         | Relatório |                 | Público: 10 000 Árbitro: CHI Julio Bascuñán |

| Sp. Luqueño | Tolima |

### Chave E
| 23 de setembro | Atlético Paranaense | 1 – 0     | Brasília | Arena da Baixada, Curitiba              |
| 22:00 (UTC−3)  | Hernández 62'       | Relatório |          | Público: 9 085 Árbitro: BOL Gery Vargas |

| Atlético-PR | Brasília |

| 30 de setembro | Brasília | 0 – 0     | Atlético Paranaense | Estádio Mané Garrincha, Brasília          |
| 22:00 (UTC−3)  |          | Relatório |                     | Público: 6 579 Árbitro: ARG Silvio Trucco |

| Brasília | Atlético-PR |

### Chave F
| 23 de setembro | Independiente | 1 – 0     | Olimpia | Estádio Libertadores de América, Avellaneda |
| 21:15 (UTC−3)  | Trejo 42'     | Relatório |         | Público: 28 000 Árbitro: BRA Héber Lopes    |

| Independiente | Olimpia |

| 30 de setembro | Olimpia | 0 – 0     | Independiente | Estádio Defensores del Chaco, Assunção        |
| 20:00 (UTC−4)  |         | Relatório |               | Público: 25 000 Árbitro: URU Daniel Fedorczuk |

| Olimpia | Independiente |

### Chave G
| 23 de setembro | Sport     | 1 – 1     | Huracán          | Estádio Ilha do Retiro, Recife           |
| 22:00 (UTC−3)  | André 51' | Relatório | Bogado 74' (pen) | Público: 7 726 Árbitro: COL Adrián Vélez |

| Sport | Huracán |

| 30 de setembro | Huracán                     | 3 – 0     | Sport | Estádio Tomás Adolfo Ducó, Buenos Aires    |
| 22:10 (UTC−3)  | Ábila 47', 72' · Bogado 52' | Relatório |       | Público: 6 000 Árbitro: PAR Julio Quintana |

| Huracán | Sport |

### Chave H
| 24 de setembro | Libertad    | 1 – 1     | Chapecoense | Estádio Dr. Nicolás Leoz, Assunção        |
| 20:00 (UTC−4)  | López 90+2' | Relatório | Camilo 17'  | Público: 6 000 Árbitro: CHI Roberto Tobar |

| Libertad | Chapecoense |

| 1 de outubro  | Chapecoense      | 1 – 1     | Libertad  | Arena Condá, Chapecó                   |
| 21:00 (UTC−3) | Túlio de Melo 7' | Relatório | Mencia 3' | Público: 8 998 Árbitro: PER Diego Haro |

|                                                 |       | Penalidades                    |  |
| Bruno Rangel Neto Cléber Santana Gil Tiago Luís | 5 – 3 | López González Balbuena Aquino |  |

| Chapecoense | Libertad |

## Quartas de final
| Chave | Equipe 1            | Total | Equipe 2          | Ida | Volta |
| ----- | ------------------- | ----- | ----------------- | --- | ----- |
| S1    | River Plate         | 4–3   | Chapecoense       | 3–1 | 1–2   |
| S2    | Huracán             | 1–0   | Defensor Sporting | 1–0 | 0–0   |
| S3    | Independiente       | 1–2   | Santa Fe          | 0–1 | 1–1   |
| S4    | Atlético Paranaense | 1–2   | Sportivo Luqueño  | 1–0 | 0–2   |

### Chave S1
| 21 de outubro | River Plate                       | 3 – 1     | Chapecoense  | Estádio Monumental de Núñez, Buenos Aires     |
| 21:00 (UTC−3) | Sánchez 19', 85' · Pisculichi 62' | Relatório | Maranhão 36' | Público: 45 000 Árbitro: URU Jonhatan Fuentes |

| River Plate | Chapecoense |

| 28 de outubro | Chapecoense           | 2 – 1     | River Plate   | Arena Condá, Chapecó                        |
| 22:00 (UTC−2) | Bruno Rangel 20', 52' | Relatório | Sánchez 45+1' | Público: 12 144 Árbitro: CHI Julio Bascuñán |

| Chapecoense | River Plate |

### Chave S2
| 20 de outubro | Huracán   | 1 – 0     | Defensor Sporting | Estádio Tomás Adolfo Ducó, Buenos Aires       |
| 20:45 (UTC−3) | Ábila 78' | Relatório |                   | Público: 20 000 Árbitro: BRA Anderson Daronco |

| Huracán | Defensor |

| 27 de outubro | Defensor Sporting | 0 – 0     | Huracán | Estádio Luis Franzini, Montevidéu           |
| 20:45 (UTC−3) |                   | Relatório |         | Público: 10 000 Árbitro: ECU Roddy Zambrano |

| Defensor | Huracán |

### Chave S3
| 22 de outubro | Independiente | 0 – 1     | Santa Fe    | Estádio Libertadores de América, Avellaneda |
| 20:45 (UTC−3) |               | Relatório | Balanta 65' | Público: 35 000 Árbitro: BRA Wilton Sampaio |

| Independiente | Santa Fe |

| 29 de outubro | Santa Fe | 1 – 1     | Independiente       | Estádio El Campín, Bogotá                |
| 19:00 (UTC−5) | Meza 30' | Relatório | Zapata 90+1' (g.c.) | Público: 35 000 Árbitro: VEN José Argote |

| Santa Fe | Independiente |

### Chave S4
| 21 de outubro | Atlético Paranaense  | 1 – 0     | Sportivo Luqueño | Arena da Baixada, Curitiba                   |
| 20:00 (UTC−2) | Marcos Guilherme 63' | Relatório |                  | Público: 13 265 Árbitro: PER Víctor Carrillo |

| Atlético-PR | Sp. Luqueño |

| 28 de outubro | Sportivo Luqueño           | 2 – 0     | Atlético Paranaense | Estádio Feliciano Cáceres, Luque                |
| 19:00 (UTC−3) | Ortega 3' · Leguizamón 35' | Relatório |                     | Público: 10 000 Árbitro: URU Christian Ferreyra |

| Sp. Luqueño | Atlético-PR |

## Semifinais
Como duas equipes do mesmo país (Argentina) alcançaram essa fase, os confrontos predeterminados foram alterados para que essas equipes se enfrentassem nessa fase.
| Chave | Equipe 1         | Total    | Equipe 2 | Ida | Volta |
| ----- | ---------------- | -------- | -------- | --- | ----- |
| F1    | Sportivo Luqueño | 1–1 (gf) | Santa Fe | 1–1 | 0–0   |
| F2    | River Plate      | 2–3      | Huracán  | 0–1 | 2–2   |

### Chave F1
| 4 de novembro | Sportivo Luqueño | 1 – 1     | Santa Fe    | Estádio Feliciano Cáceres, Luque           |
| 20:45 (UTC−3) | Di Vanni 13'     | Relatório | Perlaza 60' | Público: 28 000 Árbitro: URU Darío Ubríaco |

| Sp. Luqueño | Santa Fe |

| 25 de novembro | Santa Fe | 0 – 0     | Sportivo Luqueño | Estádio El Campín, Bogotá                  |
| 19:00 (UTC−5)  |          | Relatório |                  | Público: 32 000 Árbitro: CHI Enrique Osses |

| Santa Fe | Sp. Luqueño |

### Chave F2
| 5 de novembro | River Plate | 0 – 1     | Huracán      | Estádio Monumental de Núñez, Buenos Aires |
| 20:45 (UTC−3) |             | Relatório | Espinoza 14' | Público: 50 000 Árbitro: URU Andrés Cunha |

| River Plate | Huracán |

| 26 de novembro | Huracán                | 2 – 2     | River Plate   | Estádio Tomás Adolfo Ducó, Buenos Aires   |
| 20:45 (UTC−3)  | Toranzo 2' · Ábila 25' | Relatório | Mora 68', 81' | Público: 25 000 Árbitro: BRA Sandro Ricci |

| Huracán | River Plate |

## Final
O campeão terá o direito de participar da Copa Libertadores da América de 2016, além de disputar a Recopa Sul-Americana, a Copa Suruga Bank e a Supercopa Euroamericana do ano seguinte.
| 2 de dezembro | Huracán | 0 – 0     | Santa Fe | Estádio Tomás Adolfo Ducó, Buenos Aires |
| 21:00 (UTC−3) |         | Relatório |          | Árbitro: PAR Antonio Arias              |

| Huracán | Santa Fe |

| 9 de dezembro | Santa Fe | 0 – 0     | Huracán | Estádio El Campín, Bogotá |
| 19:00 (UTC−5) |          | Relatório |         | Árbitro: BRA Héber Lopes  |

|                      |       | Penalidades                     |  |
| Pérez Seijas Balanta | 3 – 1 | Bogado Nervo Mancinelli Toranzo |  |

| Santa Fe | Huracán |